# Subboreal
El període Subboreal és el penúltim període paleoclimàtic de l'Holocè. Va durar entre 3710 a 450 aC.

## Història i estratigrafia
El terme Subboreal,és a dir. per sota del Boreal,va ser introduït l'any 1889 per Rutger Sernander per diferenciar-lo del període boreal establert per Axel Blytt l'any 1876. El Subboreal és precedit per l'Atlàntic i el segueix el període Subatlàntic.
El Subboreal equival a la zona de pol·len de Zagwijn IVa i IVb i la zona de pol·len de T. Litt VIII. En l'esquema de pol·len de Fritz Theodor Overbeck ocupa la zona de pol·len X.
En paleoclimatologia el període Subboreal es divideix en Subboreal antic (Older Subboreal) i Subboreal recent (Younger Subboreal). Històricament el Subboreal equival a la major part del Neolític i a la totalitat de l'edat del bronze la qual s'inicià fa 4.200 a 3.800 anys

## Datació
L'inici del Subboreal normalment es defineix com 3.710 years a.C o 5.660 years BP. El límot inferior és flexible i alguns autors prefereixen usar 4.400 BC o 6.350 BP o com a l'oest de Polònia fins i tot 4830 aC o 6780 BP, altres usen 5000 o 3050 aC. El límit superior del Subboreal (i per tant l'inici del Subatlàntic) `també és flexible i està en l'interval 1170 a 830 BC, però normalment es fixa en 450 aC. En anys de varva el Subboreal correspon a l'interval 5660 fins a 2750 anys BP.
La frontera entre el Subboreal antic i el Subboreal recent és a 1350 aC.

## Evolució climàtica

Evolució de la temperatura durant l' Holocè

Durant el subboreal el clima generalment va ser més sec i lleugerament més fred (uns 0,1 °C) que en el període Atlàntic, precedent però encara era més càlid que actualment. Les temperatures van ser 0,7 °C més altes que en el següent període Subatlàntic. Com a conseqüència a Escandinàvia el límit inferior de les glaceres era 100 a 200 metres més alt que durant el Subatlàntic.
A l'Egeu l'inici del Subboreal va estar marcat per una secada pronunciada centrada al voltant de 5.600 anys BP. Aquest període va ser el final del Període Humit Africà,reflectit per exemple en el Llac Txad. Durant l'interval 6200 a 5000 anys BP condicions més àrides es van donar al sud de Mesopotàmia causant grans canvis demogràfics i probablement causant el final a Uruk.
A Alemanya es va observar un dràstic refredament del clima al voltant de 5000 varva anys BP al maars d'Eifel.

### Diòxid de carboni
El gas hivernacle diòxid de carboni es va incrementar al principi del Subboreal des de d'un mínim de 260 ppm. Fins a arribar a 293 ppm al final del període (actualment el valor és de més de 400 ppm).

## Història de la vegetació

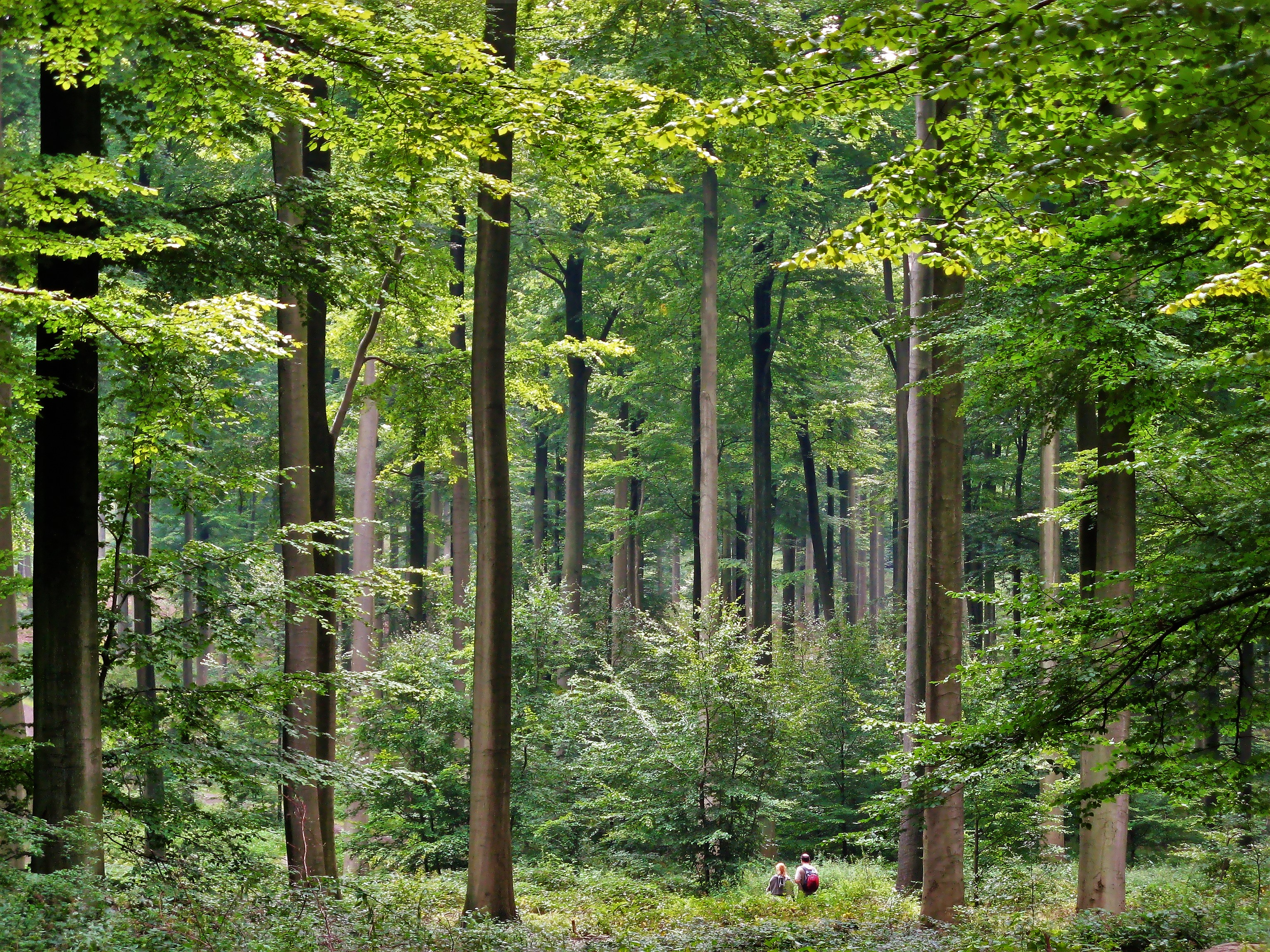
Fagede a Bèlgica

A Escandinàvia la frontera Atlàntic/Subboreal mostra un distintiu canvi en la vegetació. Aquest canvi és menys pronunciat a Europa occidental. Dominava el bosc de roures mixt, hi va haver un declivi en els til·lers i en els oms no gaire explicat encara.
Un altre esdeveniment important va ser la migració del faig (Fagus sylvatica) i del Carpinus betulus des del seu refugi als Balcans i del sud dels Apenins. Això va succeir de manera diacrònica.
El clima relativament sec durant el subboreal va fer expandir les plantes ericàcies.

## Nivell del mar

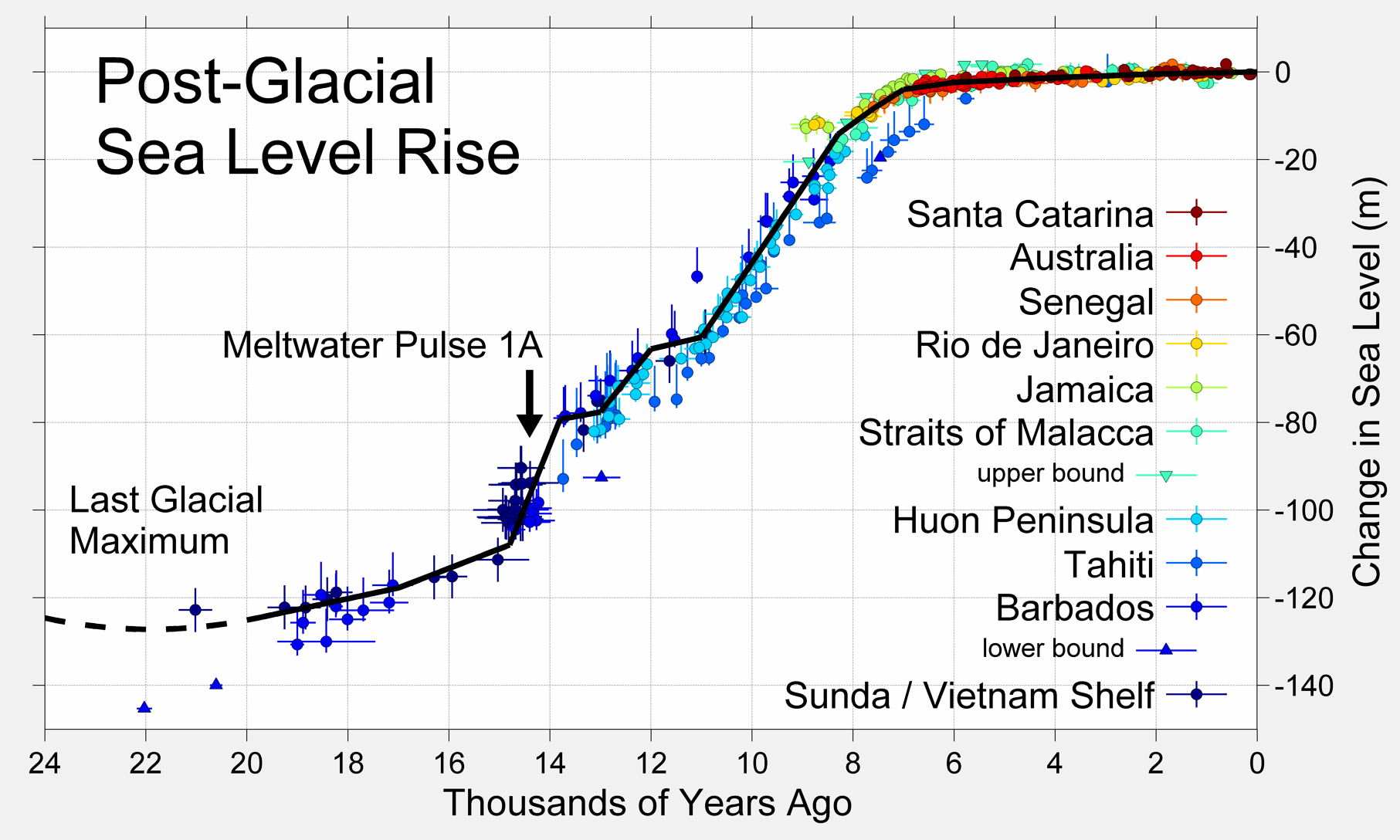
Alça del nivell del mar postglacial

Com en el precedent període Atlàntic el nivell del mar global va continuar pujant però a una taxa molt menor L'increment en total va ser d'1 metre que correspon a 0.3 mil·límetres per any. Al final del Subboreal el nivell del mar era un metre per sota del valor actual.